# Rhosus clavigera
Rhosus clavigera är en fjärilsart som beskrevs av Walker 1854. Rhosus clavigera ingår i släktet Rhosus och familjen nattflyn. Inga underarter finns listade.